# 와세다 대학
와세다 대학(일본어: 早稲田大学 와세다다이가쿠[*], 영어: Waseda University)은 일본의 명문 사립 대학. 대학 본교는 도쿄도 신주쿠구 니시와세다(西早稲田)에 위치해 있다. 본 대학의 약칭은 와세다(일본어: 早稲田) 또는 소다이(일본어: 早大). 전세계 상위 6% 경영대학(Business School)을 대상으로만 부여되는 미국 AACSB 인증 자격을 보유하고 있는 대학이기도 하다. 와세다의 졸업생들은 동북아 특히 한중일 3국에서 정치인, 문학자, 경영자, 언론인, 스포츠 선수 등으로서 각 분야에서 활약하고 있고 와세다대학 출신 중에 내각총리대신이 된 사람들이 다수 존재한다. 2024년 기준, 도쿄 대학 다음으로 많은 8명의 전후 내각총리대신 등 OBOG 유력 동문을 배출하였다. 활동 중인 일본 국회의원의 출신 대학별 배출 인원 수 집계에서도 도쿄대 다음으로 2위이며, 일본 증시 닛케이 지수 상장 대기업 CEO, 회장, 사장의 출신 대학 집계에서도 2위를 차지했다. 일본 대학별 사법시험 합격자 수 집계에서도 도쿄대 다음으로 2위다. 포브스 선정 일본 최고 부호 야나이 다다시 회장이 기부하여 무라카미 하루키 도서관을 개관하기도 했다.
도쿄 6대학 중 하나로, 와세다(早稲田)의 앞글자를 차용해 소케이(早慶)라고 불리며 게이오기주쿠 대학(慶應義塾大学)과 함께 일본 양대 최상위권 사립 대학으로 유명하다. 대한민국에 있는 SKY (대학교) 고려대학교 및 중화권 명문대 베이징 대학(北京大学)과 학사, 석사, 박사 복수학위 유학 제도 협정을 통해 활발한 국제교류를 하고 있다. 특히 고려대학교 및 동아일보의 창립자 대한민국 부통령 인촌 김성수와 고려대 초대총장 현상윤은 와세다대학을 졸업하여 고려대의 설립과 발전에 가장 많이 관여한 인물이라 와세다와 고려대의 긴밀한 교류의 역사적 근원이 되고 있다.
2025년 QS 세계대학 랭킹 기준 일본 793개 대학 중 와세다는 9위를 차지해 와세다가 상위 1.13%를 차지한다. 대한민국 408개 대학 중 4위 정도 순위에 해당하는 수준이다. 삼성그룹 선대회장 이건희, 삼성, CJ, 신세계 창업자 이병철 부자는 와세다 학사 및 박사 출신이며, 와세다대학 캠퍼스 내 정치경제학부 이건희 도서관을 건립했다. 롯데월드타워를 건설한 롯데그룹 창립회장 신격호가 와세다 고교, 이공학부를 졸업 후 신주쿠구 내 와세다대 근처에서 롯데를 창업한 영향으로 인근 신오쿠보가 코리아타운이 되었다. 대한민국 대통령 김영삼도 와세다 박사를 수여받고 본교 교수로 재직했다. 코오롱그룹 초대회장 이동찬, 포스코 초대회장이자 포항공과대학교 설립자이며 대한민국 국무총리를 역임한 박태준, 그리고 최두선, 장택상까지 국무총리 3명도 와세다 출신자일 만큼 대한민국 설립 직후부터 수십년간 근대사에 와세다가 준 영향력은 크다. 특히 중국, 대만의 국가 및 집권당 설립 핵심 멤버인 천두슈, 리다자오, 펑파이, 랴오중카이 등이 와세다대학 출신이라, 와세다(早稻田; 중문명 자오다오티엔)의 14억 인구 중화권 내 인지도는 타의 추종을 불허한다.

## 개관

### 대학 전체

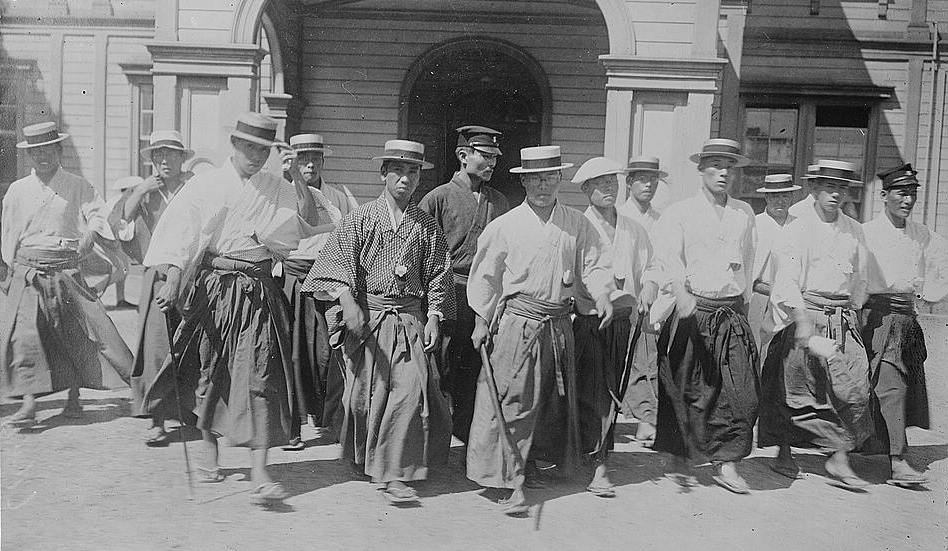
1916년 당시 와세다 대학의 재학생들 모습

오쿠마 시게노부가 메이지 14년 정변으로 인해 재무 장관에서 하야한 뒤 설립한 도쿄 전문학교를 전신으로 하며 일본의 사립 대학 중에서는 게이오기주쿠 대학 등과 함께 가장 오랜 역사를 지니고 있으며 대학령에 근거한 대학이 된 곳 중 하나이다(자세한 내용은 구제대학 참고). 2011년 현재 10개의 학술원 아래 13학부와 21연구과(대학원)를 설치하고 있다. 오쿠마 시게노부가 메이지 시대를 대표하는 정치가이며 영국류의 정치·경제학을 중심으로 한 대학을 모델로 설립했기 때문에 정치·경제 학술원이 오래전부터 간판 학부로 있다. 정치경제학부를 중심으로 정치권에서는 ‘와세다 동문회’라고 불리는 학벌을 형성하고 있고 출판, 신문, TV·라디오 방송국 등 매스 미디어 분야에도 다양한 인재를 배출하고 있다. 국제 교류가 활발해 아시아·구미 각국의 유학생들이 많다. 문학 학술원(제1문학부, 제2문학부, 문학부, 문화구상학부)도 와세다의 간판 학부로 아쿠타가와 류노스케상이나 나오키상의 수상자가 많아 와세다 문학의 역사와 함께 많은 소설가, 작가, 문예평론가 등을 배출하고 있다. 공학 학술원(공학부, 기간이공학부, 창조이공학부, 선진이공학부)에서도 특히 건축학과는 대기업 건설사를 비롯한 건설 업계에도 학벌을 형성, 많은 인재를 배출하고 있다.

### 건학 정신
‘학문의 독립’(学問の独立), ‘학문의 활용’(学問の活用), ‘모범 국민의 조취’(模範国民の造就)를 이념으로 하며 교지가 정해져 있다. 전신인 도쿄 전문학교의 창립 30주년을 기념하여 1913년에 제정됐다.
와세다 대학 교지
와세다 대학은 학문의 독립을 완수하고, 학문의 활용을 효과적으로 하며 모범 국민을 조취하는 일로서 건학의 취지를 행한다.
와세다 대학은 학문의 독립을 본지로 삼으며 자유롭게 토구하는 것을 주로 삼아 항상 독창적 연구에 힘써 세계 학문에 비보선일을 기한다.
와세다 대학은 학문의 활용을 본지로 삼으며 학리를 학리로 연구함과 동시에 이를 실제로 응용하는 방법을 강구하고 이로써 시대의 진운에 자선일을 기한다.
와세다 대학은 모범 국민의 조취를 본지로 삼으며 개성을 존중하고, 신체를 발달하며 국가 사회, 넓게는 세계에서 널리 활동할 인재를 양성하는 일을 기한다.

### 대학명의 유래
와세다 대학은 1882년(메이지 15년) 10월 21일에 창설한 ‘도쿄 전문학교’를 전신으로 한다. 당초에는 창립자 오쿠마 시게노부의 별저가 도쿄부 미나미토시마군 와세다촌에, 또한 교사가 미나미토시마군 도쓰카촌에 있었으므로 관계자가 ‘와세다 학교’(早稲田学校), ‘도쓰카 학교’(戸塚学校)라고 말하던 것이지만 최종적으로는 ‘도쿄 전문학교’라고 이름이 붙여졌다. 1892년경에는 전문학교의 별명으로서 ‘와세다 학교’라고 불리게 됐고 이후 1902년 9월 2일자로 전문학교에서 대학으로의 승격을 계기로 오쿠마에 의해서 대표되는 와세다의 지명을 본떠 ‘와세다 대학’이라고 개칭했다(상용한자 개정 이전에는 ‘세’의 한자 ‘稲’(도)는 ‘旧’(구)가 아닌 ‘臼’(구)의 ‘稻’(도)자를 사용하여 ‘早稻田大学’이라고 표기했다. 졸업 시의 학위기에는 현재도 구자체가 사용되고 있다).

### 교가
교가 《수도의 북서쪽》(都の西北)은 와세다 대학 창립 25주년에 만들어졌다. 처음에는 학생들로부터 모집하여 23편을 접수했으나 마땅한 작품이 없어서 심사위원 쓰보우치 쇼요와 시마무라 호게쓰가 소마 교후에게 작사를 부탁했다. 소마는 열흘 동안 숙고한 끝에 ‘수도의 북서쪽’이란 걸작을 만들어냈다. 여기에 그 즈음의 강사였던 도기 뎃테키가 곡을 붙였다.
| 일본어 가사 | 한국어 번역본 |
| --- | --- |
| 1절 都の西北 早稲田の森に 聳ゆる甍は われらが母校 われらが日ごろの 抱負を知るや 進取の精神 学の独立 現世を忘れぬ 久遠の理想 かがやくわれらが 行手を見よや わせだ わせだ わせだ わせだ わせだ わせだ わせだ 2절 東西古今の 文化のうしほ 一つに渦巻く 大島国の 大なる使命を 担ひて立てる われらが行手は 窮り知らず やがても久遠の 理想の影は あまねく天下に 輝き布かん わせだ わせだ わせだ わせだ わせだ わせだ わせだ 3절 あれ見よかしこの 常磐の森は 心のふるさと われらが母校 集り散じて 人は変れど 仰ぐは同じき 理想の光 いざ声そろへて 空もとどろに われらが母校の 名をばたたへん わせだ わせだ わせだ わせだ わせだ わせだ わせだ | 1절 수도의 서북쪽 와세다의 숲에 우뚝 선 지붕은 우리의 모교 우리가 언제나 잊지 않는 포부를 아느냐 진취의 정신 학문의 독립 현세를 잊지 않는 영원한 이상 빛나는 우리의 발걸음을 보아라 와세다 와세다 와세다 와세다 와세다 와세다 와세다 2절 동서고금 문화의 조류가 하나로 소용돌이치는 큰 섬나라 원대한 사명을 짊어지고 일어서리 우리가 가는 길은 무궁무쌍하도다 머지 않아 영원한 이상의 그림자는 온 천하에 그 빛을 드리우리 와세다 와세다 와세다 와세다 와세다 와세다 와세다 3절 저기를 보라 늘 푸른 숲은 마음의 고향 우리의 모교 만나고 헤어지며 사람은 바뀌어도 우러러 봄은 한결 같은 이상의 광채 자 목소리를 모아 하늘까지 울리도록 우리 모교의 이름을 찬양하자 와세다 와세다 와세다 와세다 와세다 와세다 와세다 |

## 역사

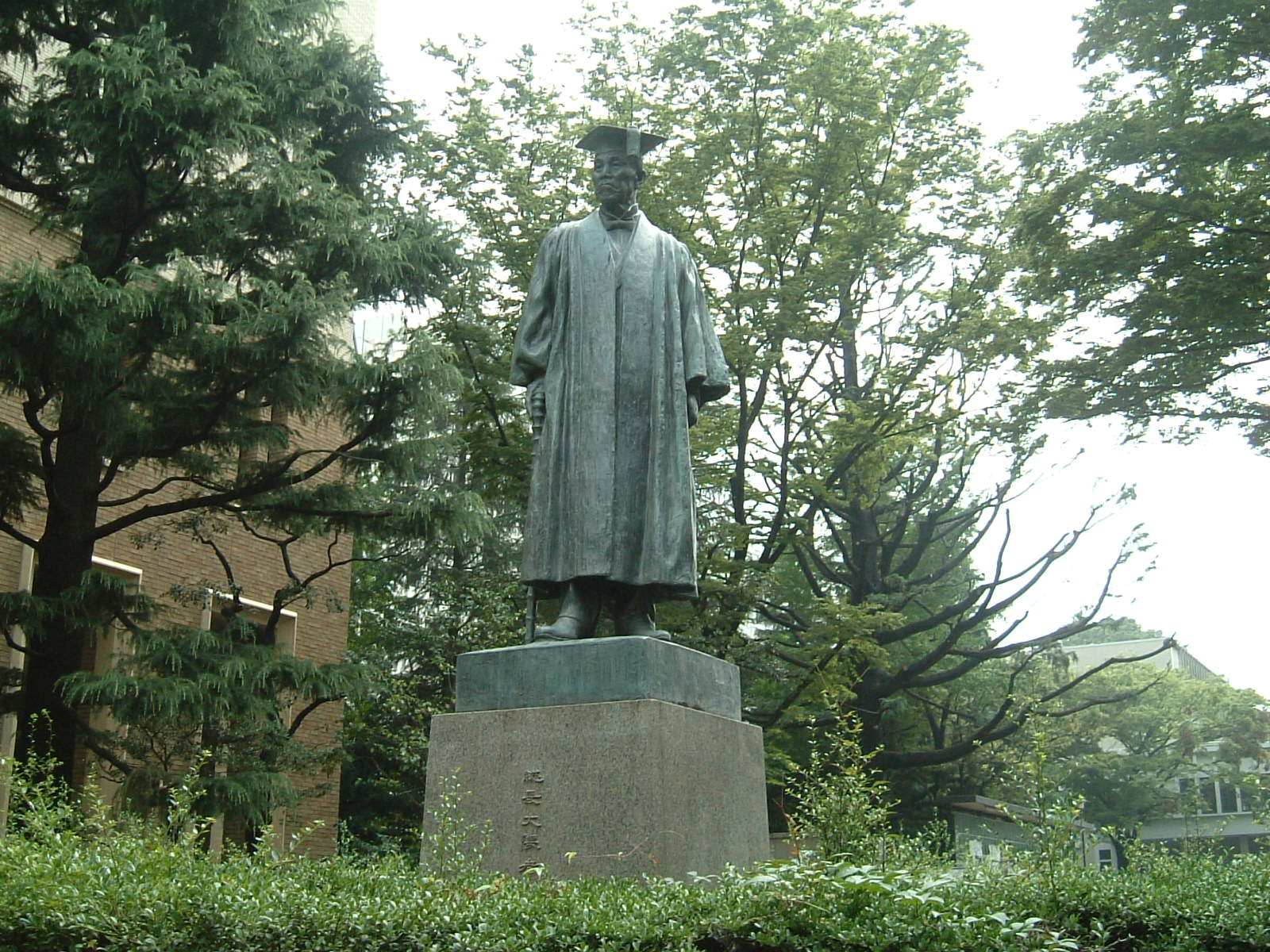
설립자 오쿠마 시게노부의 동상(아사쿠라 후미오가 제작)

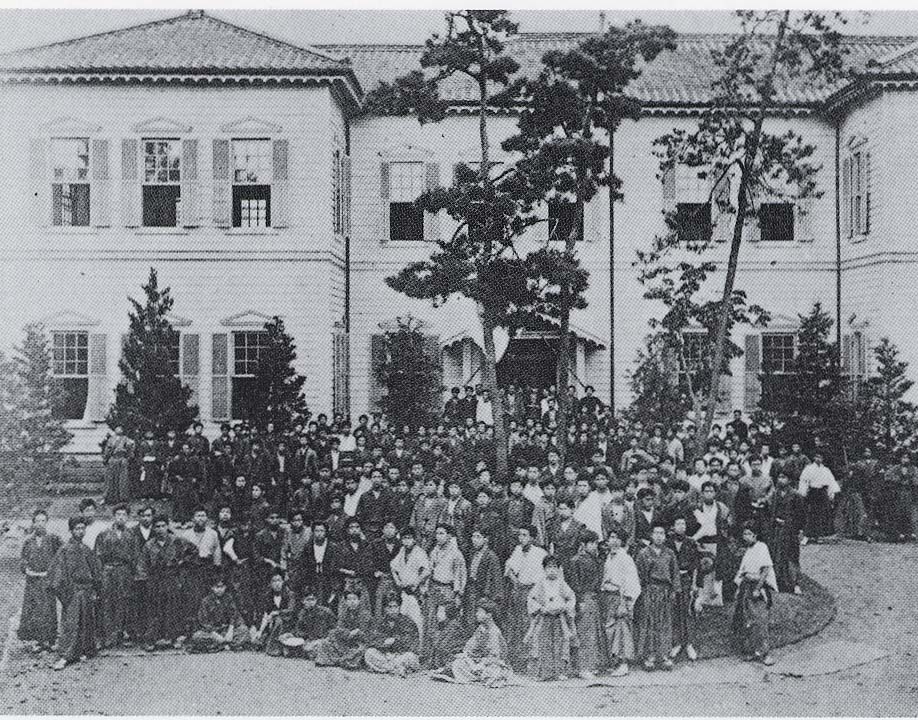
도쿄 전문학교 재학생들의 모습

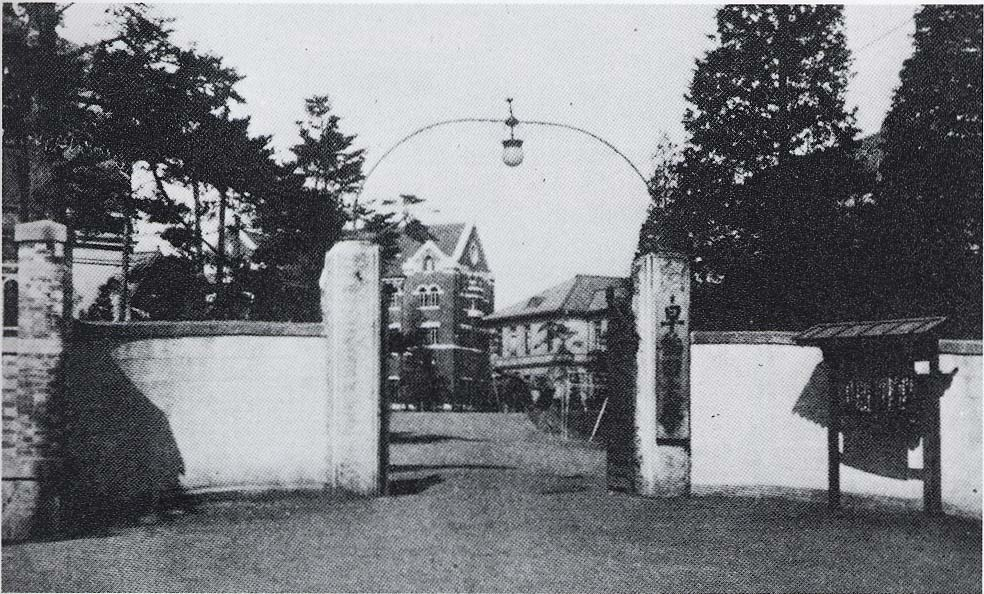
다이쇼 시대의 와세다 대학 정문

1882년에 오쿠마 시게노부가 창립한 도쿄 전문학교가 전신이다. 그 후 1902년 와세다 대학으로 개칭했고 1920년 대학령에 의거하여 대학이 됐다. 더 나아가 1920년에 대학령에 근거하는 대학이 됐다(1920년 2월 2일, 대학령에 의한 사립 대학 설립 인가 제1호).

### 연표
- 1882년 - 도쿄 전문학교(東京専門学校)가 개교함. 정치경제학과, 법률학과, 이학과, 영문과를 개설. 입학생은 80명.[18]
- 1886년 - 교외생 제도를 시작하며 ‘와세다 강의록’을 발행함. 군입대 시의 다나카 가쿠에이도 교외생 중 한 사람으로 있었음.
- 1899년 - 청나라에서 유학생을 받음. 고등예과(현 와세다 대학 고등학원)를 개설.
- 1900년 - 최초의 해외 유학생 2명을 독일로 보냄.
- 1901년 - 아베 이소오 교수에 의해서 체육부에 야구부가 설치됨. 최초의 대외 경기는 강호 가쿠슈인과 맞대결을 펼쳐 7대 6으로 승리.
- 1902년 - 와세다 대학(早稲田大学)으로 이름을 바꿈(문부대신 기쿠치 다이로쿠).[19] 대학부와 전문부를 신설하여 대학부에는 정치경제학과(현 정치경제학부), 법학과(현 법학부), 문학과(현 문학부)를 설치함. 식전에서 이토 히로부미가 연설함.
- 1903년 - 고등사범부(현 교육학부)를 신설함. 최초의 소케이센(早慶戦)이 미타 쓰나마치 구장(三田綱町球場)에서 개최됨.
- 1904년 - 전문학교령(専門学校令)에 의한 ‘대학’이 됨. 대학부에 상과(현 상학부)를 신설함.
- 1906년 - 동아동인회(회장 오쿠마 시게노부), 도쿄 동인의약학교(교장 오카다 와이치로)를 와세다 대학 구내에 설치.
- 1907년
  - 4월 - 교장 학감제도를 폐지하고, 총장, 학장제를 실시함. 오쿠마 시게노부 총장(명예직), 다카타 사나에 학장이 취임함.
  - 10월 - 교가를 제정함. 또한 그전까지 임대 형태였던 학교 부지(현 학교부지의 일부)를 기부하기로 오쿠마가 발표함.
  - 11월 - 도쿄 동인의약학교 부속의 와세다 동인의원 개설(1911년 폐교, 재학생은 지바, 가나자와의 의학 전문학교로 옮김).
- 1908년 - 이공과(현 이공학부), 고등예과(高等予科, 현 와세다 대학 고등학원(早稲田大学高等学院)의 수업을 개시함.
- 1912년 - 하버드 대학교 찰스 윌리엄 엘리엇 총장이 오쿠마 시게노부 총장을 내방(1921년에도 내방).[20]
- 1913년
  - ‘와세다 대학 교지’, 교기, 교복 및 교모를 제정함.
  - 2월 25일, 쑨원이 오쿠마 시게노부 총장을 내방.[20]
- 1917년 - 와세다 소동(早稲田騒動)이 일어남.
- 1919년 - 9월 19일자 관보에서 와세다 대학 교외생 신학년 모집이 나옴.[21]
- 1920년 - 2월 2일 대학령에 의한 대학이 됨. 정치경제학부, 법학부, 문학부, 상학부, 이공학부, 대학원을 설치함. 고등예과를 대신하여 와세다 고등학원을 설치함. 문부성에 의한 관보 고시는 2월 6일.
- 1921년 - 여자 12명을 청강생으로 받아들임.
- 1922년 - 와세다 고등학원이 제1 와세다 고등학원·제2 와세다 고등학원의 2부로 나누어짐.
- 1927년 - 오쿠마 강당이 낙성됨.
- 1928년
  - ‘쓰보우치 박사 기념 연극 박물관’이 개관함.
  - 오다 미키오가 암스테르담 올림픽에서 일본인 최초의 금메달을 획득.
- 1938년 - 주물연구소(鋳物研究所, 현 재료기술연구소)가 개설됨.
- 1939년 - 여학생 4명이 처음으로 학부에 입학함.
- 1940년 - 이공학부 연구소(현 이공학종합연구센터, 흥아경제연구소(興亜経済研究所, 현 아시아 태평양 연구센터)가 설치됨.
- 1949년 - 학제 개혁에 의해 신제 대학으로서의 ‘와세다 대학’을 설치함. 제1·제2 와세다 고등학원이 폐교되고 재학생은 신제 대학의 학부 1·2학년으로 이행.
- 1951년
  - 신제 와세다 대학 대학원의 6개 연구과(석사 과정)를 개설함. 구제 전문부, 고등사범부를 폐지.
  - 학제 개혁에 수반하는 학교법인으로의 조직 변경 인가.[22]
- 1953년 - 박사과정도 개설됨.
- 1956년 - 생산연구소(현 아시아 태평양 연구센터)가 개설됨.
- 1957년 - 기념회당이 준공됨(도쿄 올림픽의 펜싱 경기장으로 사용됨).
- 1958년 - 비교법연구소가 개설됨.
- 1959년 - 전자계산실(현 미디어 네트워크 센터), 어학교육연구실(현 어학교육연구소)을 개설함.
- 1962년 - 도야마(戸山) 캠퍼스가 완성됨. 제1·2문학부가 이전함.
- 1963년 - 국제부를 신설, 다음해부터 일본인 학생을 청강생으로 받기 시작함.
- 1965년 - 오쿠보(大久保) 캠퍼스를 신설, 이공학부가 이전함.
- 1966년 - 정치경제학부, 법학부, 상학부 2부를 통합하여 사회과학부를 개설함.
- 1967년 - 오쿠마 정원(大隈庭園)을 학생에게 개방함.
- 1968년 - 학생상담센터를 개설함.
- 1970년 - 제1회 홈 커밍데이를 개최함.
- 1973년 - 제2 정치경제학부, 제2 법학부, 제2 상학부를 폐지.
- 1974년 - 산업경영연구소를 개설함.
- 1978년 - 현대정치경제연구소를 개설함.
- 1979년 - 환경보전센터를 개설함.
- 1980년 - 상학부에서 부정 입시 사건이 발각됨. 교직원이 체포되고 자살자가 발생함.
- 1981년 - 익스텐션 센터(エクステンションセンター)를 개설함.
- 1982년 - 창립 100주년을 맞이함.
- 1987년 - 도코로자와(所沢) 캠퍼스를 개설. 인간과학부, 인간종합연구센터를 개설함.
- 1988년 - 일본어 교육 연구 센터를 설치함. 오픈 컬리지(オープンカレッジ)를 개설함.
- 1990년 - 오쿠마 가든 하우스(大隈ガーデンハウス)가 준공됨. 대학원 교육학 연구과를 개설함.
- 1991년 - 종합학술정보센터가 개관. 대학원 인간과학연구과 개설함.
- 1993년 - 빌 클린턴 미국 대통령이 본교를 방문, 현직 미국 대통령으로서는 최초로 오쿠마 강당에서 강연.
- 1994년 - 대학원 사회과학 연구과를 개설함. 니시와세다 캠퍼스 정비 계획(A, B, C동 재건축)에 착수, A동(14호관)의 재건축 공사가 시작됨.
- 1996년 - 미디어 네트워크 센터를 개설함(2014년 4월, 글로벌 교육 센터(GEC)로 이관).
- 1997년
  - 아시아 태평양 연구 센터를 개설함, 하이테크 리서치 센터가 준공됨.
  - 도시샤 대학과 국내 상호간 유학 제도·학술 교류 제도를 제휴.
- 1998년 - 대학원 아시아 태평양 연구과, 국제정보통신연구센터, 교육종합연구소, 종합건강교육센터가 개설됨. 구 도서관에 아이즈 야이치(會津八一) 기념 박물관이 열림.
- 2000년
  - 대학원 국제정보통신 연구과, 오픈 교육 센터, 입학센터가 개설됨.
  - 종합연구기구를 창설하여, 교수진에 의한 프로젝트 연구소의 개설, 운영 체제를 정비함.
- 2001년
  - 대학원 일본어 교육연구과, 이공학 종합 연수 센터 규슈 연구소, 연구개발센터를 개설함. 전문학교를 예술학교로 개편함. 신학생회관이 준공됨.
  - 가쿠슈인 대학, 가쿠슈인 여자대학, 릿쿄 대학, 일본여자대학과의 5대학 간 학생교류(F-Campus) 및 도쿄 여자 의과대학, 무사시노 미술대학과의 학술 교류를 시작함.
- 2002년 - 시부야 마쿠하리 싱가포르 캠퍼스가 와세다 대학 계열 부속 ‘와세다 시부야 싱가포르 캠퍼스’가 됨. 시부야 교육학원 마쿠하리 고등학교가 ‘슈퍼 잉글리시 랭귀지 하이스쿨’(SELHi)로 선정.
- 2003년
  - 스포츠 과학부 및 인간과학부 통신교육과정, 대학원 아시아 태평양 연구과 국제기술경영전공(전문 대학원, MOT), 대학원 공동 경영 연구소(전문 대학원 과정), 대학원 정보 생산 시스템 연구과(기타큐슈시)를 개설함.
  - 가와구치 예술학교가 개교함.
- 2004년
  - 국제교양학부, 정치경제학부 국제정치경제학과, 대학원 법무연구과(법과 대학원)를 개설함.
  - 코레도 니혼바시에 대학원 파이낸스 연구과(전문 대학원)가 개교함.
- 2005년
  - 대학원 회계연구과(회계대학원)을 개설함.
  - 니시와세다 캠퍼스 정비 계획에 근거하여 B동(8호관)이 준공.
- 2006년 - 대학원 스포츠 과학 연구과를 개설함, 와세다 대학 고등연구소를 설치.
- 2007년
  - 제1 문학부와 제2 문학부를 개편하여 문화구상학부(1학과 6론계)와 문학부(1학과 17코스)를 신설함.
  - 이공학부, 대학원 이공학연구과를 분할하여 기간이공학부(기간 이공학연구과), 창조이공학부(창조 이공학연구과), 선진이공학부(선진 이공학연구과)의 3학부 3연구과로부터 재편되는 이공학술원 체제가 발족.[23]
- 2008년
  - 간사이 대학과의 학술 교류 협정을 체결함.
  - 중국 공산당의 후진타오 국가주석이 방문하여 특별 강연을 가짐.
- 2009년
  - 니시와세다 캠퍼스의 정비 계획에 따라 C동(신 11호관)이 준공. 15년에 걸친 니시와세다 캠퍼스 정비 사업이 완성되면서 니시와세다 캠퍼스가 ‘와세다 캠퍼스’로 개칭함. 오쿠보 캠퍼스는 ‘니시와세다 캠퍼스’로 개칭.
  - 9월 26일, 와세다 대학에서 일본 페놀로사 학회가 개최하여 쓰보우치 쇼요의 도쿄 제국대학 시절 ‘페놀로사 철학 강의 노트’(와세다 대학 쓰보우치 박사 기념 연극 박물관 소장)등이 전시됨.
- 2010년
  - 대학원 첨단공학연구과에 일본 최초로 타 대학과의 공동 전공을 설치함.
  - 국제 교양대학, 국제 기독교 대학, 리쓰메이칸 아시아 태평양 대학 등 3대학 간의 협력 협정을 체결함. 효고현 고베시의 포트아일랜드에 의료 연구·개발을 위한 연구 시설 ‘고베 BT 센터 와세다 대학 아사노 연구소’를 개설.
- 2011년
  - 첨단 과학·건강 의료 융합 연구 기구가 고베 대학의 의학부와 대학원 의학연구과 사이의 첨단 의료 연구 활동에 협력하는 협력 협정을 체결.
  - 3월 11일에 발생한 동일본 대지진의 영향으로 2010년도 졸업식 및 2011년도 입학식이 중단됐고 5월 6일에 전체 강의가 시작됨.
  - 10월, 옥스퍼드 대학교에 초청된 요시나가 사유리가 옥스퍼드 대학교 하트퍼드 칼리지의 채플 수업에서 원폭시를 낭독함.[24]
- 2012년 - 옥스포드 대학교 사이드 비즈니스 스쿨과 와세다 대학 비즈니스 스쿨에서 쌍방향 온라인 수업 “Global Opportunities & Threats:Oxford(GOTO)” 개시.
- 2013년 - 6학부로 쿼터제 도입.
- 2014년
  - 나카노 경찰학교 부지에 나카노 국제 커뮤니티 플라자 개관.
  - 3월 28일, 와세다 대학 고등학원이 문부성에 의한 ‘슈퍼 글로벌 하이스쿨’ 지정교로 선정됨.

## 역대 총장

### 도쿄 전문학교 교장
교장(명예직)
| 대수  | 성명            | 재직 기간       |
| ----- | --------------- | --------------- |
| 초대  | 오쿠마 히데마로 | 1882년 ~ 1886년 |
| 제2대 | 마에지마 히소카 | 1886년 ~ 1890년 |
| 제3대 | 하토야마 가즈오 | 1890년 ~ 1907년 |

### 와세다 대학 학장
학장
| 대수  | 성명              | 재직 기간       |
| ----- | ----------------- | --------------- |
| 초대  | 다카타 사나에     | 1907년 ~ 1915년 |
| 제2대 | 아마노 다메유키   | 1915년 ~ 1917년 |
| 제3대 | 히라누마 요시로   | 1918년 ~ 1921년 |
| 제4대 | 시오자와 마사사다 | 1921년 ~ 1923년 |

- 명예학장 : 다카타 사나에(1915년 ~ 1917년, 1919년 ~ 1923년)
- 1920년은 ‘대학령’에 의한 대학
- 1923년에는 신총장제 도입

### 와세다 대학 총장
| 대수         | 성명                | 재직 기간       | 약력                  |
| ------------ | ------------------- | --------------- | --------------------- |
| 초대(명예직) | 오쿠마 시게노부     | 1907년 ~ 1922년 | 내각총리대신, 창설자  |
| 제2대        | 시오자와 마사사다   | 1923년          | 경제학자              |
| 제3대        | 다카타 사나에       | 1923년 ~ 1931년 | 중의원 의원, 정치학자 |
| 제4대        | 다나카 호즈미       | 1931년 ~ 1944년 | 재정학자              |
| 제5대        | 나카노 도미오       | 1944년 ~ 1946년 | 법학자                |
| 제6대        | 시마다 고이치       | 1946년 ~ 1954년 | 교통경제학자          |
| 제7대        | 오하마 노부모토     | 1954년 ~ 1966년 | 법학자, 교육자        |
| 제8대        | 아베 겐이치         | 1966년 ~ 1968년 | 경제학자              |
| 제9대        | 도코야마 쓰네사부로 | 1968년 ~ 1970년 | 재정학자              |
| 제10대       | 무라이 스케나가     | 1970년 ~ 1978년 | 공학자                |
| 제11대       | 시미즈 쓰카사       | 1978년 ~ 1982년 | 공학자                |
| 제12대       | 니시하라 하루오     | 1982년 ~ 1990년 | 법학자                |
| 제13대       | 고야마 주마루       | 1990년 ~ 1994년 | 문학자                |
| 제14대       | 오쿠시마 다카야스   | 1994년 ~ 2002년 | 법학자                |
| 제15대       | 시라이 가쓰히코     | 2002년 ~ 2010년 | 공학자                |
| 제16대       | 가마타 가오루       | 2010년 ~ 2018년 | 법학자                |
| 제17대       | 다나카 아이지       | 2018년 ~ 현재   | 정치학자              |

- 1949년은 신제 대학.

## 소재지

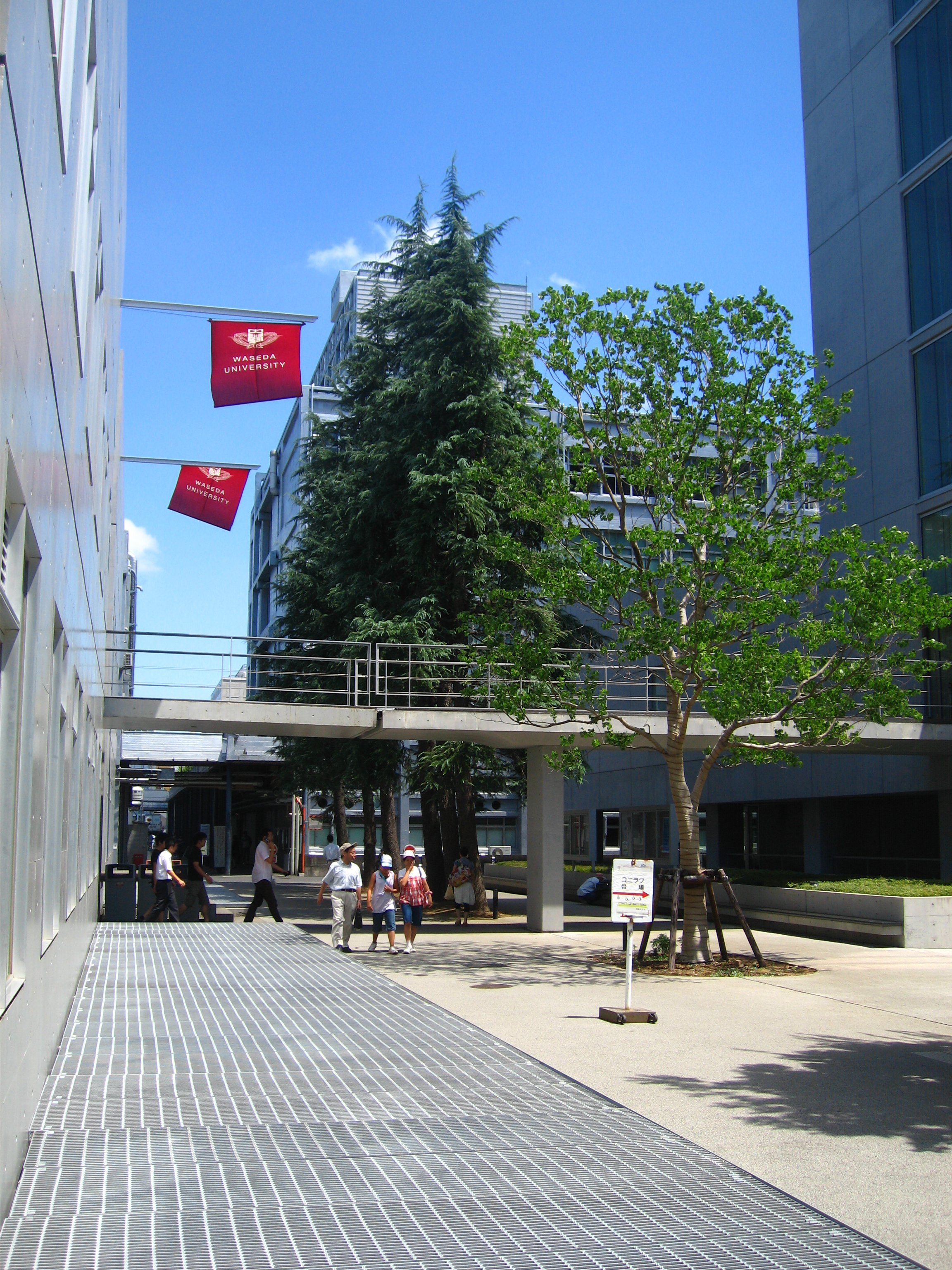
니시와세다 캠퍼스

- 와세다(早稲田) 캠퍼스 : 도쿄도 신주쿠구

정치경제학부, 법학부, 교육학부, 상학부, 사회과학부, 국제교양학부 등 2008년 3월 31일 자로 니시와세다(西早稲田) 캠퍼스에서 명칭을 변경해 이공학 캠퍼스가 명칭을 이어받았다.
- 니시와세다(西早稲田) 캠퍼스 : 도쿄도 신주쿠구

기간이공학부, 창조이공학부, 선진이공학부, 예술학부 등 이공계열 메인 캠퍼스다. 2008년 3월 31일 자로 오쿠보(大久保) 캠퍼스에서 명칭을 변경했다. 니시와세다역이 직통으로 연결되어 있다. 인근에 한인타운 신오쿠보가 있다.
- 도야마(戸山) 캠퍼스 : 도쿄도 신주쿠구

문화구상학부, 문학부 등
- 기쿠이초(喜久井町) 캠퍼스 : 도쿄도 신주쿠구

이공학 종합연구센터 등
- 도코로자와(所沢) 캠퍼스 : 사이타마현 도코로자와시

인간과학부, 스포츠과학부 등
- 혼조(本庄) 캠퍼스 : 사이타마현 혼조시

세미나 하우스, 국제 대학원, 국제정보통신연구과 등
- 기타큐슈(北九州) 캠퍼스 : 후쿠오카현 기타큐슈시

대학원 정보생산시스템연구과 등
- 히가시후시미(東伏見) 캠퍼스 : 도쿄도 니시토쿄시

각 체육회 스포츠, 기숙사 등
- 니혼바시(日本橋) 캠퍼스 : 도쿄도 주오구

COREDO 니혼바시 5층에 설치된 위성 캠퍼스. 일본 최초의 금융 전문 연구 기관인 전문직 대학원 금융연구과가 소속

## 교육 및 연구

### 조직

#### 학술원
2004년 9월부터 모든 학부 및 대학원 연구과는 일부를 제외하고는 ‘학술원’이라는 전임교원이 소속한 조직 밑에 속해 있는 독자적인 조직 형태를 띠고 있다. 학내의 의사결정 등 대학 행정도 학술원교수회 단위로 이뤄진다. 따라서 이 항목에서는 학부 및 연구과를 학술원 단위로 기술하기로 한다. 2017년 와세다 대학 대학원 입학안내에는 아래와 같은 연구과가 소개되고 있다.
- 연구과 : 정치학연구과, 경제학연구과, 법학연구과, 문학연구과, 상학연구과, 기간이공연구과, 창조이공연구과, 선진이공연구과, 교육학연구과, 인간과학연구과, 사회과학연구과, 스포츠과학연구과, 국제커뮤니케이션연구과, 아시아 태평양 연구과, 일본어교육연구과, 정보생산시스템 연구과, 법무연구과, 회계연구과, 환경·에너지 연구과, 경영관리연구과

##### 정치경제학술원
- 정치경제학부
  - 정치학과
  - 경제학과
  - 국제정치경제학과
- 정치학연구과
  - 정치학 전공(석사 과정·박사 후기 과정)
  - 공공경영 전공(전문직 학위 과정, 공공경영대학원)
- 경제학연구과
  - 이론경제학·경제사 전공(학생 모집 정지·경제학 코스에 개편)
  - 응용 경제학 전공(학생 모집 정지·경제학 코스에 개편)
  - 경제학 코스
  - 국제정치경제학 코스
  - 경제 저널리즘 코스
- 공공경영연구과(전문직 학위 과정·박사 후기 과정)
  - 공공 경영 전공(2012년도 학생 모집 정지·정치학 연구과 공공경영 전공 전문직 학위 과정에 개편)

##### 법학학술원
- 법학부
- 법학연구과
  - 민사법학 전공(이하, 석사 과정·박사 후기 과정)
  - 공법학 전공
  - 기초 법학 전공(석사 과정)
- 법무연구과(법과대학원)
  - 법무 전공

##### 문학학술원
- 문화구상학부
  - 문화구상학과
- 문학부
  - 문학과
- 문학연구과
  - 인문과학 전공

##### 교육·종합과학학술원
- 교육학부
  - 교육학과
    - 교육학 전공
    - 초등교육학 전공
    - 생애교육학 전공

  - 국어국문학과
  - 영어영문학과
  - 사회과
  - 이학과
  - 수학과(구 이학과 수학 전공) ※2007년도 신설
  - 복합문화학과(구 학제 코스) ※2007년도 신설
- 교육학연구과
  - 학교교육 전공(이하, 석사 과정)
  - 국어교육 전공
  - 영어교육 전공
  - 사회과교육 전공
  - 수학교육 전공
  - 교육기초학 전공(이하, 박사 후기 과정)
  - 교과교육학 전공
- 교직연구과(교직대학원) ※2008년도 신설
  - 고도 교직 실천 전공

##### 상학학술원
- 상학부
- 상학연구과
  - 상학전공
- 경영관리연구과 ※2016년도 신설

※비즈니스 전공(전문 대학원, 아시아 태평양 연구과 국제경영학 전공과 와세다 대학 대학원 파이낸스 연구과 전문직 대학원, 야간 대학원의 통합에 의해 신설)
- 회계연구과(전문 대학원)
  - 회계 전공

##### 이공학술원
- 기간이공학부
- 창조이공학부
- 선진이공학부
- 기간이공학연구과
- 창조이공학연구과
- 선진이공학연구과
- 국제정보통신연구과(GITS)
- 환경·에너지 연구과
- 정보생산시스템 연구과
- (구)이공학부
- (구)이공학연구과

##### 사회과학 종합학술원
- 사회과학부
- 사회과학연구과(주·야간 개강제)
  - 지구사회론 전공
  - 정책과학론 전공

##### 인간과학학술원
- 인간과학부
  - 인간환경과학과
  - 건강복지과학과
  - 인간정보과학과
  - e스쿨(통신교육과정)
    - 인간환경과학과
    - 건강복지과학과
    - 인간정보과학과
- 인간과학연구과
  - 인간과학 전공

##### 스포츠과학학술원
- 스포츠과학부
  - 스포츠문화학과
  - 스포츠의과학과
- 스포츠과학연구과
  - 스포츠과학 전공

##### 국제학술원
- 국제교양학부
  - 국제교양학과
- 국제커뮤니케이션연구과
  - 국제커뮤니케이션연구 전공(석사 과정·박사 후기 과정)
- 아시아 태평양 연구과
  - 국제관계학 전공
  - 국제경영학 전공(상학연구과 전문직 학위 과정 비즈니스 전공으로 이관) ※2007년도부터 모집 정지
- 일본어교육연구과
  - 일본어교육학 전공

##### 학술원 소속 부속 기관
- 정치경제학술원
  - 현대정치경제연구소
- 법학학술원
  - 비교법연구소
  - 법무 교육 연구 센터
- 교육·종합과학학술원
  - 교육종합연구소
- 상학학술원
  - 상학학술원 종합연구소
    - 산업경영연구소
    - WBS 연구센터

  - 파이낸스 연구센터
- 이공학술원
  - 이공학술원 종합연구소
    - 가가미 기념 재료 기술 연구소
    - 이공학연구소

  - 국제정보통신연구센터
  - 환경종합연구센터
  - 정보생산시스템 연구센터
- 사회과학종합학술원
  - 첨단사회과학 연구소
- 인간과학학술원
  - 인간종합연구센터
- 스포츠과학학술원
  - 스포츠과학연구센터
- 국제학술원
  - 아시아 태평양 연구센터
  - 일본어교육 연구센터

#### 별과
- 일본어 전수 과정(日本語専修課程)

#### 박물관·자료관
- 쓰보우치 박사 기념 연극 박물관
- 아이즈 야이치 기념 박물관
- 대학 역사 자료 센터

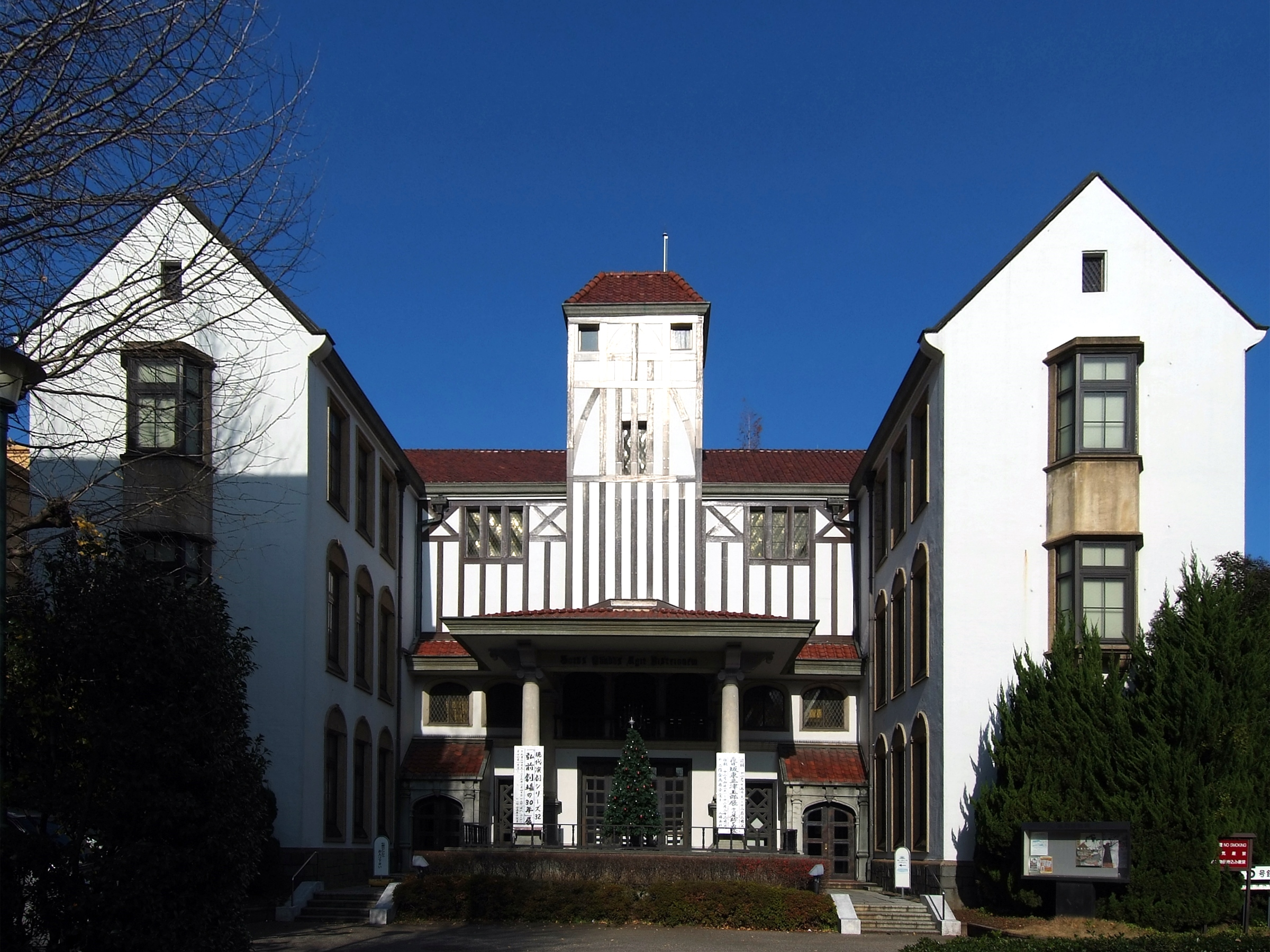
쓰보우치 박사 기념 연극 박물관

- 오노 아즈사 기념관(오노 기념관·와세다 갤러리)

##### 아이즈 야이치 기념 박물관
아이즈 야이치 기념 박물관은 1998년 5월 와세다 캠퍼스에 개관한 종합 박물관이다. 박물관이 입주하는 2호관은 1925년에 도서관으로 건조된 학내에서 가장 오래된 건물로 설계는 이마이 겐지가 담당했으며, 오쿠마 강당과 함께 도쿄역사적 건조물 제1호로 지정됐다. 아이즈 야이치가 사비로 수집한 동양 미술 자료를 중심으로 근현대 미술, 고고·민속 자료 등 여러 미술품이 소장돼 있다.

#### 부속 기관
- 와세다 대학 도서관

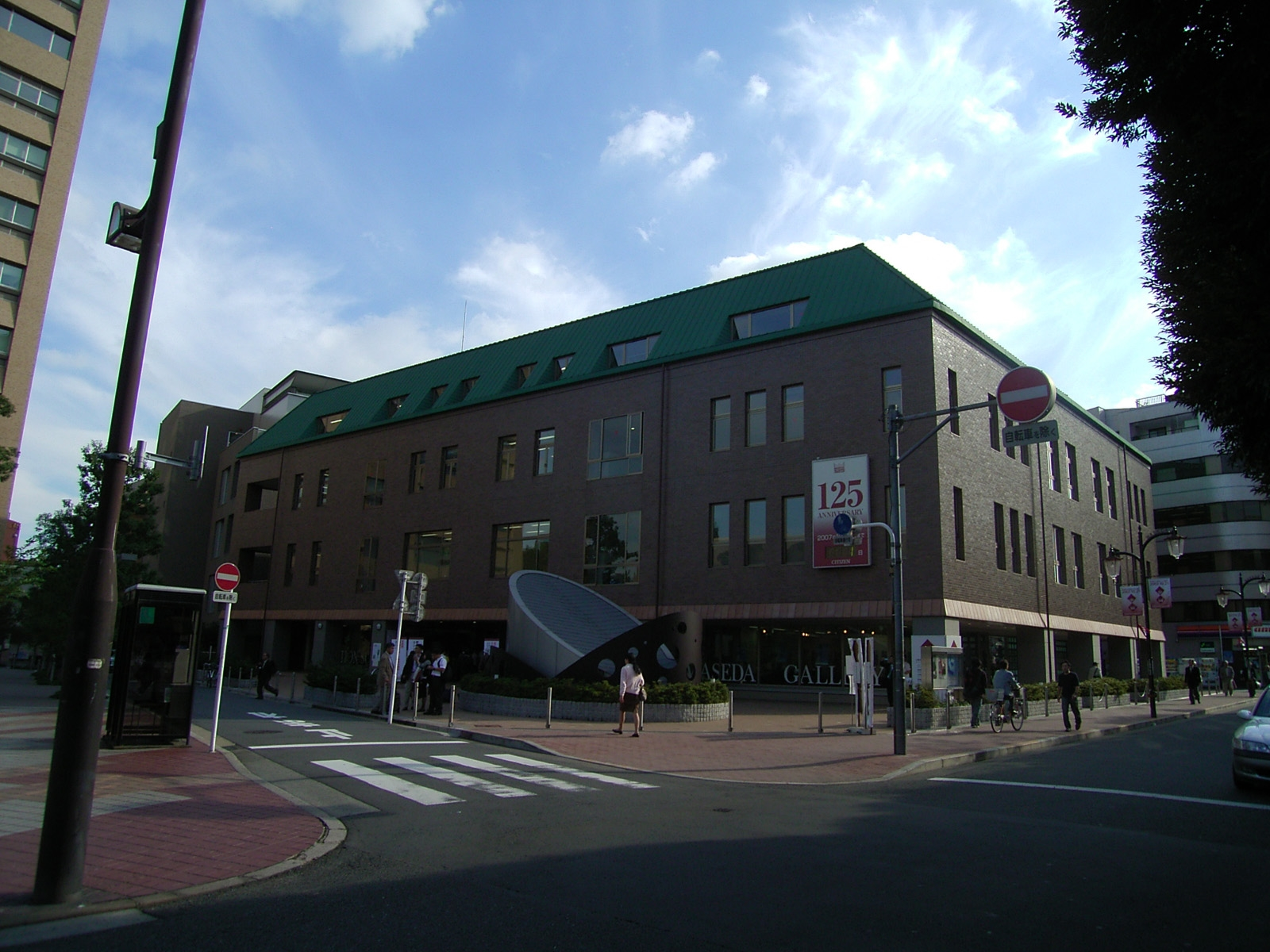
오노 기념 강당

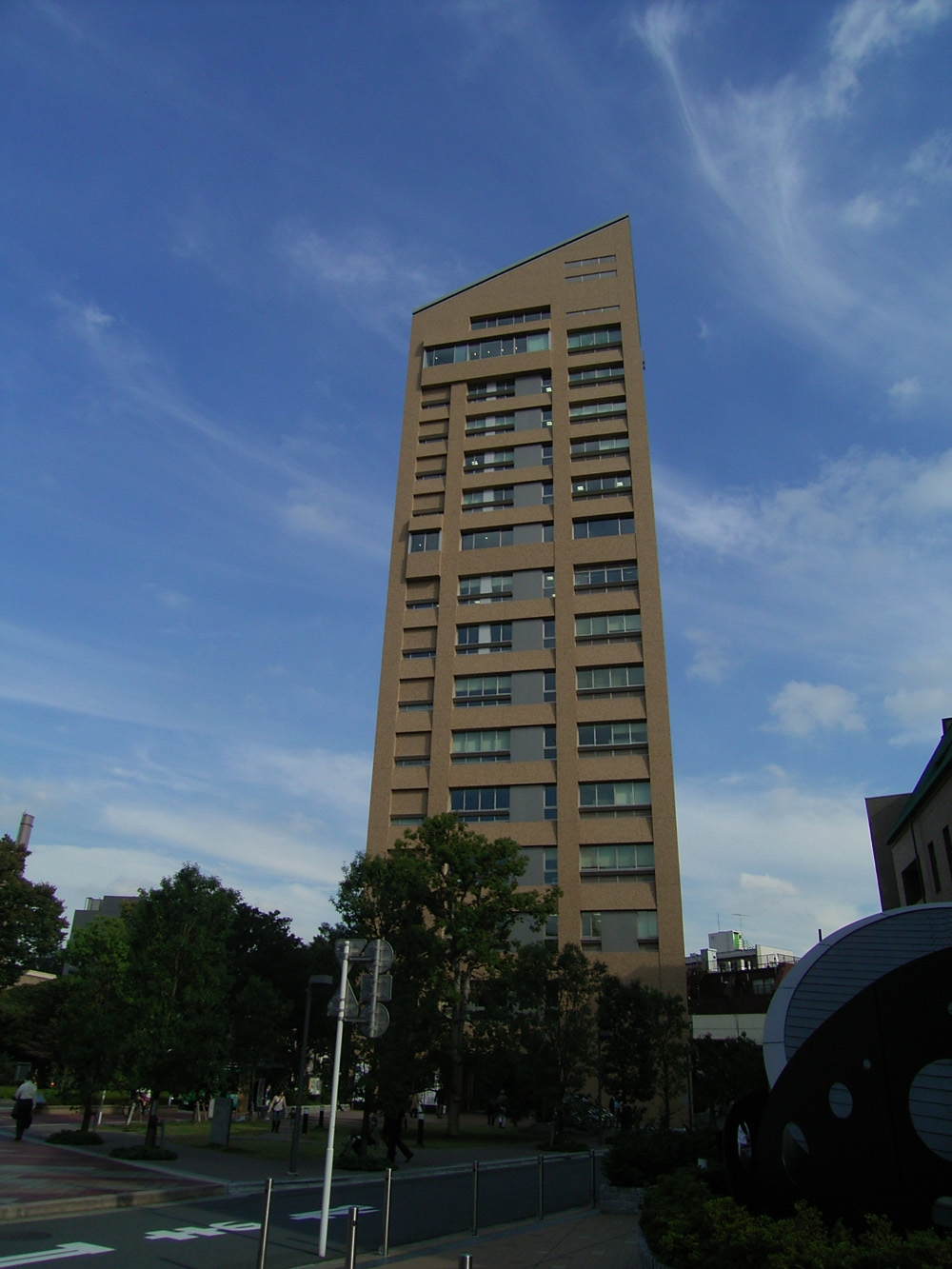
오쿠마 기념 타워

  - 중앙도서관 - 장서 약 240만권, 학술 잡지 16,000여종 소장. 국제회의장도 병설
  - 다카타 사나에 기념 연구도서관
  - 도야마 도서관
  - 이공학도서관
  - 도코로자와 도서관
- 와세다 대학 고등연구소
- 독립 센터
  - 미디어 네트워크 센터
  - 오픈 교육 센터
  - 원격 교육 센터
  - 익스텐션 센터
  - 환경 보전 센터
  - 대학사 자료 센터
  - 보건 센터
  - 히라야마 이쿠오 기념 자원 봉사 센터
  - 경기 스포츠 센터
  - 유학센터
  - 연구 전략 센터(구 와세다 실업 터)
- 연구 기구
  - 종합 연구 기구(프로젝트 연구소)
  - 아시아 연구 기구
  - 일미 연구 기구
  - 이슬람 지역 연구 기구
  - 일본·유럽 연구 기구
  - 중점 영역 연구 기구
  - 나노이공학 연구 기구(나노이공학 인스티튜트)
  - 첨단 과학·건강 의료 융합 연구 기구
  - IT 연구 기구
  - 고베 생명 공학 연구·인재 육성 센터(BT 센터), 와세다 대학 아사노 연구실 - 2010년 7월 15일에 효고현 고베시의 포트아일랜드내에 의료에 관한 연구·개발 기관으로서 개설됨.

#### 관련 기관

##### 와세다 대학 출판부
와세다 대학 출판부는 학교 법인 와세다 대학의 출판 부문에서 와세다 대학 교수의 저서를 비롯해 다양한 출판 활동을 하고 있다.

##### 기타
- 와세다 대학 생활 협동 조합
- 주식회사 와세다 대학 사업부
- 주식회사 캠퍼스

### 연구

#### 21세기 COE 프로그램
각 분야에서 2002년도에 5건, 2003년도에 4건이 채택됐다.
- 2002년도
화학, 재료과학
  - 실용적인 나노 화학 교육 연구 거점

정보, 전기, 전자
  - 생산적인 ICT 아카데미아 프로그램

인문
  - 연극의 종합적 연구 및 연극학 설립
  - 아시아 지역 문화 엔항신구 연구 센터

종합 복합, 신 영역
  - 현대 아시아학의 창생
- 2003년도
수학, 물리학, 지구과학
  - 다원 요소로 이루어진 자기 조직계의 실제

기계, 토목, 건축, 기타 공학
  - 초고령사회에서 인간과 로봇 기술의 공생

사회과학
  - 열린 정치·경제 제도의 구축
  - 기업 사회의 변용과 법률 시스템의 창조

#### 글로벌 COE 프로그램
각 분야에서 2007년도에 4건, 2008년도에 3건, 2009년도에 1건이 채택됐다.
- 2007년도
화학, 재료과학
  - '실천적 화학지' 교육 연구 거점

정보, 전기, 전자
  - 앰비언트 SoC 교육 연구의 국제 거점

인문
  - 극장·영상의 국제 교육 연구 거점

종합 복합, 신 영역
  - 아시아 지역 통합을 위한 글로벌 인재 육성 거점
- 2008년도
기계, 토목, 건축, 기타공학
  - 글로벌 로봇 아카데미아

사회과학
  - 제도 구축의 정치·경제학
  - 성숙한 시민 사회형 기업 법제의 창조
- 2009년도
종합 복합, 신 영역
  - 액티브 라이프를 창출하는 스포츠 과학

#### 사립 대학 학술 연구 고도화 추진 사업
2007년도에 이공학술원에서 새롭게 2개 사업이 채택됐다.
- 선진이공학연구과 생명공학전공
  - 시스템 생명 공학에 의한 의료·이·공학의 첨단 연구 병태 해명·진단·치료를 위한 의료·이·공학의 융합 연구
- 기간이공학연구과
  - 수치 시뮬레이션에 의한 수리적 연구, 고신뢰 초병렬 소프트웨어 기반 연구 환경 지향적 재료 창제 연구, 고기능 재료 기기 및 시스템 개발 연구

### 외국인 유학생 체제

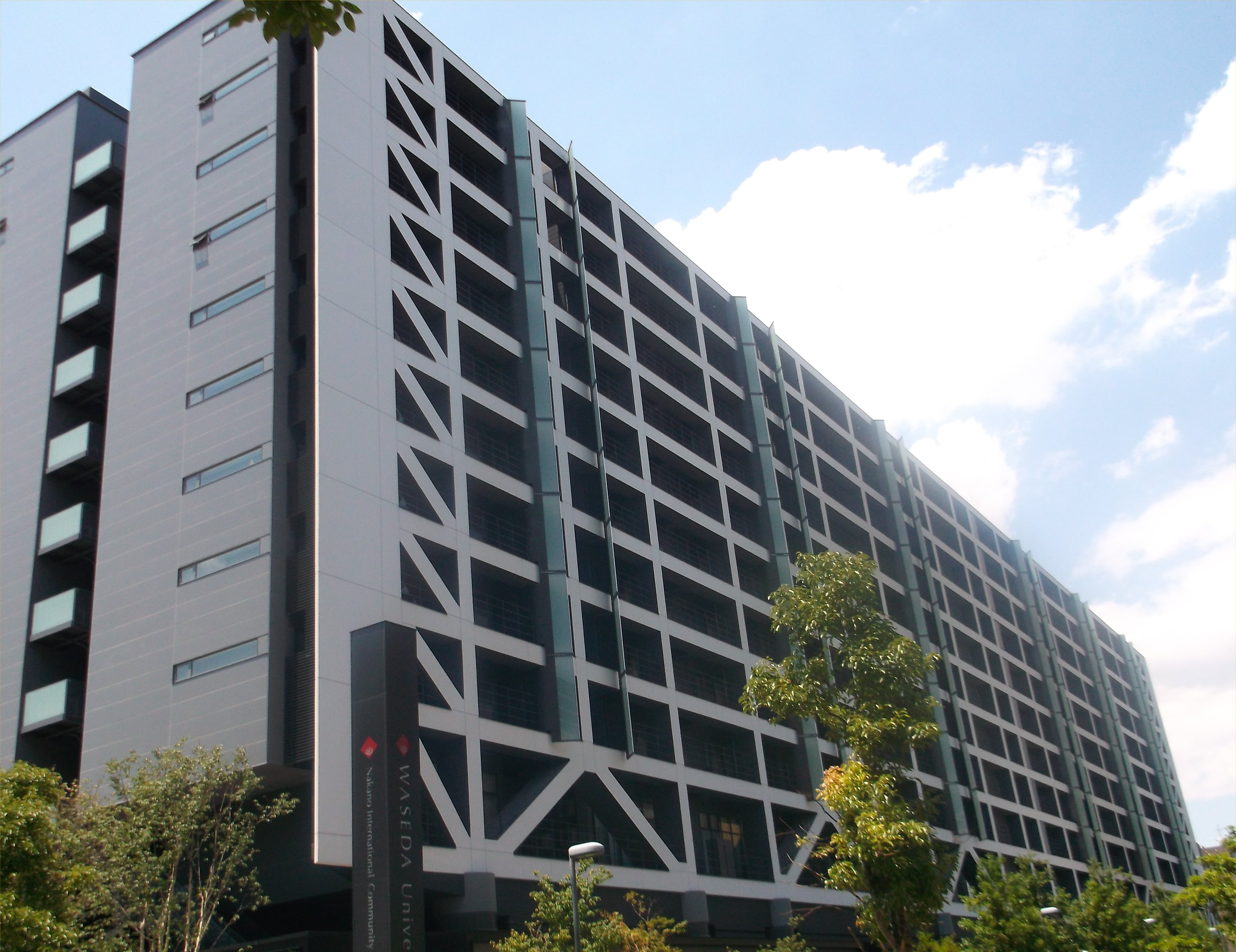
와세다 대학 나카노 국제 커뮤니티 플라자(도쿄도 나카노구)

모든 학부에서 신입 유학생을 받고 있으며 2016년 11월 1일 기준으로, 112개국에서 5,431명이 유학을 하고 있다. 유학생 수용 수는 2015년 5월 1일 기준으로, 일본 내에서 1위이다.
현재 학교는 유학생 8,000명 수용을 목표로 내걸고 있다. 지금까지의 적극적인 유학생 수용 체제가 높은 평가를 받아 문부과학성의 ‘국제화 거점 정비 사업’(글로벌 30)의 대상으로 정치경제학술원(정치경제학부), 이공학술원(3학부 3연구과), 사회과학종합학술원(사회과학부)가 선정됐다.
국적 별로 보면 중국을 비롯한 아시아 지역의 유학생이 많다. ‘아시아의 교육·학문 연구의 결절 기관’을 목표로 학문 연구에 있어서는 ‘현대 아시아학의 창생’을, 교육 면에서는 ‘아시아 지역 통합을 위한 글로벌 인재 육성 거점’을 내걸고 야심찬 계획이 진행되고 있다. 이런 아시아 중시의 자세는 건학 정신인 '동서 문명의 조화와 융합'을 따르고 있으며 전쟁 전 재학생의 25%가 아시아에서 온 유학생들이 차지하고 있을 정도였다.
1996년 사회과학부가 와세다 대학 최초의 중국인 전임 교수가 되는 리우 지에를 비롯하여 어학 교원 이외의 외국 국적 연구원의 초빙을 적극적으로 실시해 교수진 세계화도 진행했다. 향후 외국인 교원 비율을 20%까지 높이는 것을 목표로 하고 있다. 2004년에는 거의 모든 교수가 영어로 수업하는 ‘국제교양학부’를 설치, 도쿄 6대학 최초로 영어 수업만으로 학위 취득이 가능한 대학이 되었다. 2010년 9월부터는 이공학술원의 3학부 3연구과에 영어 수업만으로 학위 취득이 가능한 ‘국제 코스’가 설치됐다(국제화 거점 정비 사업(글로벌 30)의 일환으로 정치경제학술원, 사회과학종합학술원에도 설치).
2014년 3월 도쿄도 나카노구 나카노의 경찰대학교 부지에 ‘와세다 대학 국제 학생 기숙사’(Waseda university International Student House, 약칭 WISH)가 개설됐다.

## 평가
2024년 QS World University Rankings™ 대학 평가에서는 종합대학평가 세계 199위를 기록하였다.

## 대외 관계

### 해외 거점교류 기관

#### 아시아
- 중화인민공화국
  - 베이징 사무소(베이징시)
  - 상하이 사무소(상하이시)
  - 베이징 대학 - 와세다 대학과 학사, 석사, 박사 복수학위 제공 (WASEDA-PKU)[33][34][35]
  - 칭화 대학 - 와세다 대학과 석사 복수학위[36]
- 중화민국
  - 타이베이 사무소(타이베이시)
- 싱가포르
  - 싱가포르 사무소
  - 와세다 대학 바이오 사이언스 싱가포르 연구소
- 태국
  - 방콕 사무소 / 와세다 에듀케이션(방콕)

#### 유럽
- 독일
  - 유럽 센터(본)
- 프랑스
  - 파리 사무소(파리)

#### 북미
- 미국
  - 샌프란시스코 사무소(샌프란시스코)
  - 뉴욕 사무소(뉴욕)

### 한국 대학 · 연구 기관과의 관계
- 고려대학교(1973년) - 와세다 대학과 학사, 석사, 박사 복수학위 제공 (WASEDA-KOREA)[37][38]
- 한국외국어대학교(1985년)
- 성균관대학교(1994년)
- 한양대학교(1994년)
- 전북대학교(1996년)
- 동아대학교(1997년)
- 이화여자대학교(1997년)
- 조선대학교(1997년)
- 서울대학교(1998년)
- 연세대학교(1998년)
- 대구대학교(1998년)
- 전남대학교(1999년)
- 부산대학교(1999년)
- 한국과학기술원(2000년)
- 경희대학교(2001년)
- 동의대학교(2001년)
- 강원대학교(2004년)
- 숙명여자대학교(2004년)
- 한국기계연구원(2006년)
- 한국영화아카데미(2007년)
- 인하대학교(2008년)
- 영남대학교(2008년)
- 단국대학교(2011년)
- 한국학중앙연구원(2017년)

※괄호 안의 연도는 학술 교류 협정 체결 연도
※참고

### 지방 자치체와의 협정
와세다 대학 사회제휴추진실에 의하면, 아래의 지방 자치체와 협정을 체결하고 있다.
- 기후현 : 연구 개발 협정(2001년)
- 야마구치현 우베시 : 우베시와 와세다 대학과의 협동 제휴에 관한 기본 협정(2002년)
- 도쿄도 스미다구 : 산학관 제휴에 관한 협정(2003년 체결)
- 도쿄도 스기나미구 : 산학관 제휴에 관한 협정(2003년)
- 사이타마현 가와구치시 : 산학관 제휴에 관한 협정(2003년)
- 도쿄도 다이토구 : 산학관 제휴에 관한 협정(2004년)
- 도쿄도 신주쿠구 : 와세다 대학과 신주쿠구와의 협동 제휴에 관한 기본 협정(2003년), 도서관 협정(2008년), 귀가 곤란자 일시 체재 시설의 제공에 관한 협정(2012년)
- 이바라키현 우시쿠시 : 와세다 대학과 우시쿠시와의 협동 제휴에 관한 기본 협정(2004년)
- 사이타마현 도코로자와시 : 관학 제휴에 관한 기본 협정(2004년), 제휴 협력에 관한 파트너십 협정(2016년)
- 중화인민공화국 쑤저우시 : 포괄 협정(2004년)
- 시즈오카현 : 사업 제휴에 관한 협정(2004년)
- 사이타마현 혼조시 : 와세다 대학과 혼조시와의 협동 제휴에 관한 기본 협정(2005년)
- 사가현 : 협동 제휴에 관한 기본 협정(2006년)
- 기후현 미노카모시 : 문화 교류 협정(2007년)
- 나라현 : 협동 제휴에 관한 기본 협정(2008년)

## 부속·계열 캠퍼스

### 부속 학교
와세다 대학에는 학교 법인 와세다 대학이 설치하고 있는 다음의 부속 학교들이 존재한다. 학내에서의 지위는 학부와 같이 취급받고 있으며 이 밖에 부속 학교는 아니지만 같은 계열의 학교가 존재한다. 이들은 다른 학교 법인에 의한 설치로 와세다 대학의 안에서는 취급이 다르다.
- 전수학교
  - 와세다 대학 예술학교
  - 와세다 대학 가와구치 예술학교
- 고등학교
  - 와세다 대학 고등학원
  - 와세다 대학 혼조 고등학원
- 중학교
- 와세다 대학 고등학원 중학부

### 계열 캠퍼스
와세다 대학에는 다른 학교 법인이 설치하고 있는 '계속고'가 존재한다. 다른 법인으로 인해 부속 학교와는 다르지만 와세다 대학의 추천 입학 전형을 가진다.
- 학교 법인 와세다 실업학교
  - 와세다 실업학교 초등부·중등부·고등부
- 학교 법인 와세다 고등학교
  - 와세다 중학교·고등학교
- 학교 법인 시부야 교육학원
  - 와세다 시부야 싱가포르 캠퍼스
- 학교 법인 와세다 오사카 가쿠엔
  - 와세다 세쓰료 중학교·고등학교
- 학교 법인 오쿠마 기념 와세다 사가가쿠엔
  - 와세다 사가 중학교·고등학교

## 같이 보기
- 게이오기주쿠 대학